# Inge Edler
Inge Gudmar Edler (17 mars 1911 - 6 mars 2001) est un cardiologue suédois qui, en collaboration avec Carl Hellmuth Hertz, développe l'échographie et l'échocardiographie médicales.
Edler et Hertz partagent le prix de recherche médicale clinique Lasker-DeBakey en 1977 pour cette réalisation,.

## Biographie
Edler est né le 17 mars 1911 à Burlöv, dans le comté de Malmöhus, en Suède. Il est le fils de Carl et Sophia Edler, enseignants du primaire. Dans son enfance, il s'intéresse à la technologie, à la nature et à la géographie. Edler est diplômé du lycée, Hegre Allmanna Laroverket, en 1930. La sœur aînée d'Edler est dentiste et il avait initialement l'intention de poursuivre une carrière dans ce domaine. Comme il était trop tard dans l'année pour s'inscrire à l'école dentaire, il s'inscrit plutôt à l'école de médecine de l'Université de Lund. Edler est diplômé de l'école de médecine en 1943.
Edler rencontre sa future épouse, Karin Jungebeck, en 1939 à la faculté de médecine car elle est également étudiante en médecine à la même université. Ils ont 4 enfants. Edler est décédé le 7 mars 2001 à son domicile.